# Basarabia de Nord

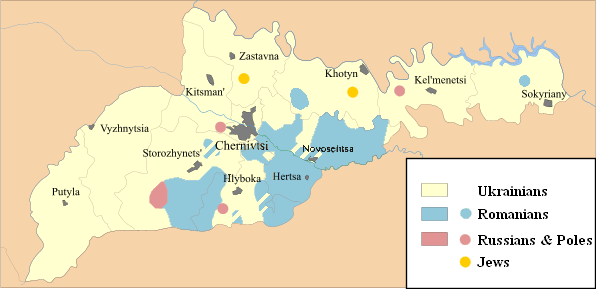
Diviziunea etnică a regiunii Cernăuți

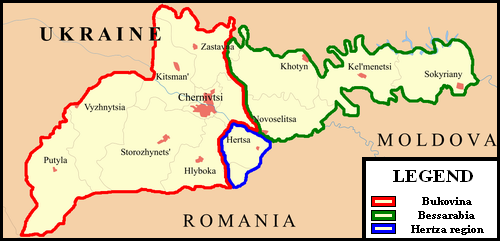
Regiunile istorice ale regiunii Cernăuți, nordul Basarabiei cu verde

Basarabia de Nord sau Nordul Basarabiei este partea Basarabiei (în limitele din 1812) cuprinsă între granița de nord a Republicii Moldova, râul Prut în sud, pâraiele Răchitna și Onut în vest, și fluviul Nistru în nord și est), care se află în componența regiunii Cernăuți din Ucraina, împreună cu Bucovina de Nord (la vest de pâraiele Răchitna și Onut) și cu ținutul Herței. Principalele localități sunt Hotin și Novodnistrovsk.

## Istoric
Principatul Moldovei 1346-1711

 Imperiul Otoman 1711-1812

 Imperiul Rus 1812-1917

 Republica Rusă 1917

 Republica Democratică Moldovenească 1917-1918

 România 1918-1940

 URSS (Uniunea Republicilor Sovietice Socialiste) 1940-1941

 România 1941-1945

 URSS (Uniunea Republicilor Sovietice Socialiste) 1945-1991

 Ucraina 1991–prezent

Teritoriul a făcut parte din Principatul Moldovei, apoi din 1711 a făcut parte din raiaua Hotinului a Imperiului Otoman. În 1812 prin Tratatul de la București, raiaua Hotinului este anexată de Imperiul Rus și devine unul din cele 10 ținuturi (uiezduri) ale guberniei Basarabia (ținutul Hotin- Хотинский уезд). În timpul Primului Război Mondial, colțul de nord-est al Ținutului Hotin a fost singura porțiune a Basarabiei, care a fost ocupată temporar de către Austro-Ungaria. 
După Primul Război Mondial, nordul Basarabiei a făcut parte din componența României, în urma unirii Basarabiei cu România la 27 martie/9 aprilie 1918, fiind inclus în județul Hotin. Ca urmare a pactului Hitler-Stalin (1939), Basarabia, Bucovina de Nord și Ținutul Herța au fost anexate de către URSS la 28 iunie 1940. După ce Basarabia (așa cum fusese delimitată în 1812) a fost ocupată de sovietici, Stalin a împărțit-o între trei teritorii. Astfel, la 2 august 1940, a fost înființată RSS Moldovenească, iar părțile de nord (județul Hotin) și de sud (județele românești Cetatea Albă și Ismail) ale Basarabiei, precum și nordul Bucovinei și Ținutul Herța au fost alipite RSS Ucrainene. La 7 august 1940, a fost creată regiunea (oblasta) Cernăuți, prin alipirea părții de nord a Bucovinei cu Ținutul Herța și cu cea mai mare parte a județului Hotin. După ocuparea Basarabiei, ca în toate teritoriile ocupate sau anexate de URSS în perioada respectivă conform pactului Hitler-Stalin, NKVD-ul a început „depistarea”, arestarea și deportarea „dușmanilor poporului”, anume foștii funcționari ai statului român, preoții, învățătorii, profesiunile liberale, proprietarii oricăror bunuri funciare, de producție sau negustorești, membrii tuturor partidelor politice cu excepția comuniștilor, și în genere oricare cetățean care nu se arăta entuziasmat de regimul sovietic, sub acuzația de a fi „lachei ai imperialiștilor români”, „chiaburi” (kulaci) sau „exploatatori ai clasei muncitoare”. A fost deplasată spre Kazahstan și Siberia și o parte din populația de origine română/moldovenească din zona Hotinului sub acuzația de „spionaj în slujba monarhiei române burghezo-moșierească”.
În perioada iulie 1941 - martie 1944, toate teritoriile anexate anterior de URSS au reintrat în componența României condusă de mareșalul Ion Antonescu, care a aplicat în ele un regim militar și a ordonat armatei să procedeze la „curățarea terenului” de toți locuitorii bănuiți sau pârâți că ar fi colaborat cu autoritățile sovietice, printre care au fost incluși fără deosebire toți etnicii Evrei. Respectivii au fost deportați în Transnistria unde aproximativ jumătate au fost uciși sau au murit de frig, foame și molime. Apoi, cele trei teritorii au fost reocupate de către URSS în anul 1944 și integrate în componența RSS Ucrainene, conform organizării teritoriale voită de Stalin după anexarea din 1940, când Basarabia a fost ruptă în trei părți. Din luna martie 1944 la nord de linia Cernăuți-Tighina, și din luna august 1944 la sud de aceasta, NKVD-ul și-a reluat „sarcina de a lupta împotriva dușmanilor poporului” începută în perioada din vara 1940 - vara 1941, deportările încetând abia în perioada „destalinizării” cu zece ani mai târziu.

## Localități
Nordul Basarabiei face parte din regiunea Cernăuți, Ucraina, fiind una din cele trei regiuni istorice care compun regiunea alături de Bucovina de Nord și Ținutul Herța.
Nordul Basarabiei cuprinde raioanele: Chelmenți, Hotin, Secureni, Noua Suliță (cu excepția localităților Boian, Cernăuca, Lehăceni-Boian, Lehăcenii Tăutului, Mahala, Rarancea, Slobozia Rarancei, Noua Suliță până la conflunța Răchitnei cu Prutul și Toporăuți care fac parte din Bucovina; Cotul Boianului care face parte din Ținutul Herța) și satele Balamutca și Rjavinți, dar și fostul sat Onutul-Mic din raionul Zastavna. De asemenea cuprinde și orașul Novodnistrovsk.

## Demografie
Majoritatea locuitorilor sunt ucraineni existând și comunități de ruși (lipoveni) și români (moldoveni). Localitățile din nordul Basarabiei unde majoritatea băștinașilor s-au declarat „români” sau „moldoveni” sunt:
Raionul Noua Suliță:
- Vancicăuții Mici, Vancicăuții Mari
- Răchitna
- Dumeni, Dinăuți
- Costiceni, Coșuleni, Cerlena Mare
- Stroești, Stălinești
- Șendreni (Dranița)
- Nesfoaia, Negreni
- Tărăsăuți
- Balcăuți, Berestea
- Forostna
- Marșenița, Mămăliga, Mălinești

Raionul Hotin:
- Colencăuți

Raionul Secureni:
- Șișcăuții Noi

## Galerie de imagini

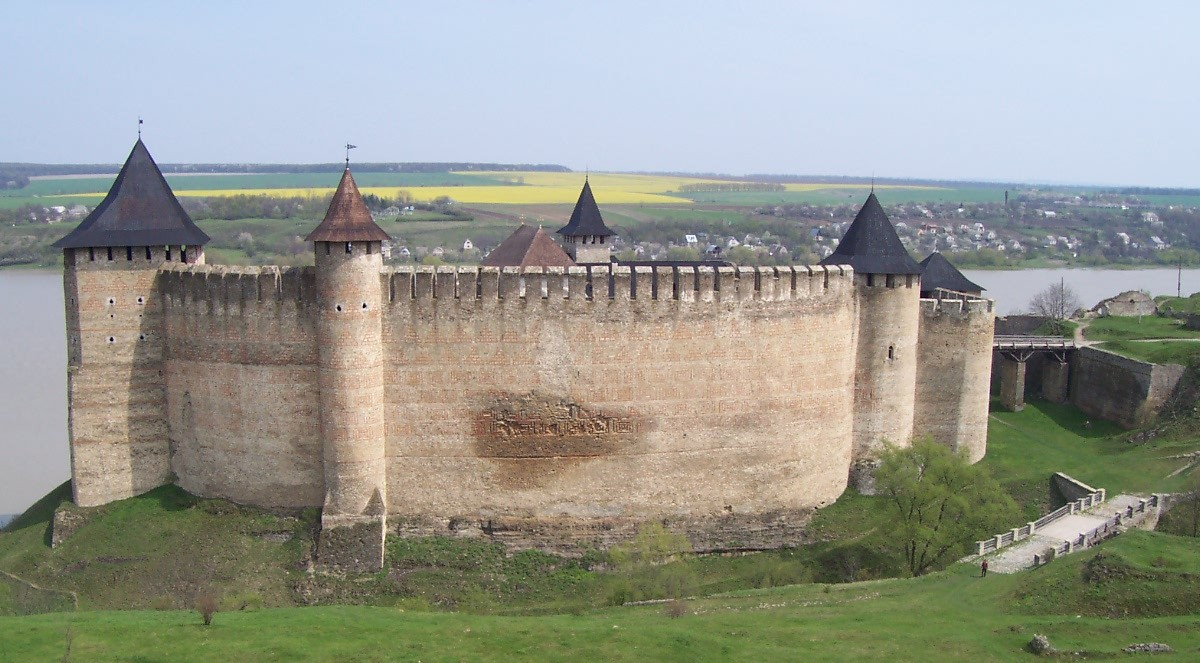
Cetatea Hotinului